# Squalius prespensis
Squalius prespensis és una espècie de peix cipriniforme de la família dels ciprínids que es troba a Macedònia del Nord.